# Kourerpeton bradyi
Il kourerpeton (Kourerpeton bradyi) è un anfibio temnospondilo estinto, appartenente agli dvinosauri. Visse tra il Permiano inferiore e il Triassico inferiore (circa 277 - 250 milioni di anni fa) e i suoi resti fossili sono stati ritrovati in Nordamerica.

## Descrizione
Simile a una salamandra per forma e dimensioni, Kourerpeton possedeva un cranio largo e dotato di un muso corto. Come l'affine Slaugenhopia, anche Kourerpeton possedeva postorbitali ingranditi e postfrontali ridotti, tutte ossa che formavano la parte della volta cranica al di sopra delle orbite. Sia Kourerpeton che Slaugenhopia possedevano intercentri simili a un anello incompleto, che formavano parte dei centri vertebrali. I pleurocentri, anch'essi parte dei centri vertebrali, erano sottili e a forma di mezzaluna. Al contrario di Slaugenhopia, Kourerpeton era privo di incisura sull'osso pterigoide del palato. In Slaugenhopia questa incisura assomigliava a una profonda tacca nel margine posteriore del palato centrale. Kourerpeton era dotato inoltre di un margine posteriore del cranio fortemente ondulato, con una zona concava nel mezzo; Slaugenhopia possedeva invece un margine più o meno dritto. 

## Classificazione
Kourerpeton bradyi venne descritto per la prima volta da Olson e Lammers nel 1976, sulla base di un fossile di provenienza incerta. Inizialmente si riteneva che i fossili provenissero dalla formazione Glen Rose (nei pressi di Glen Rose, Texas), risalente al Cretaceo; tuttavia, una datazione del genere è altamente improbabile per un temnospondilo. Vari studi hanno attribuito una datazione compresa tra il Permiano inferiore e il Triassico inferiore; Milner e Sequeira (2004) hanno suggerito che il fossile potrebbe provenire dalla formazione San Angelo (fine del Permiano inferiore) del Texas, la quale ha restituito anche i resti di Slaugenhopia. La formazione San Angelo è piuttosto vicina alla formazione Glen Rose, ed è possibile che questa vicinanza sia stata all'origine della confusione.
Kourerpeton inizialmente è stato considerato un rappresentante dei brachiopoidi (Brachyopoidea), un grande gruppo di temnospondili dalle abitudini strettamente acquatiche, sopravvissuti nel Mesozoico, e assegnato a una famiglia a sé stante (Kourerpetidae). Successivi studi hanno indicato che Kourerpeton era un membro piuttosto derivato degli dvinosauri (Dvinosauria), temnospondili tipici del Paleozoico solitamente di piccole dimensioni. Sulla base di alcune leggere differenze rispetto all'affine Slaugenhopia, Kourerpeton è stato considerato alla base della famiglia derivata dei tupilakosauridi (Milner e Sequeira, 2004).